# Chelonomorpha dubia
Chelonomorpha dubia là một loài bướm đêm trong họ Noctuidae.